# Blasco Giurato
Blasco Giurato (* 7. Juni 1941 in Rom; † 26. Dezember 2022 ebenda) war ein italienischer Kameramann.
Blasco Giurato war ab Ende der 1960er Jahre als Kameramann tätig und seither an rund 100 Produktionen beteiligt. Für den Oscar-prämierten Film Cinema Paradiso war er 1991 für den British Academy Film Award für die Beste Kameraarbeit nominiert.

## Filmografie (Auswahl)
- 1977: Una spirale di nebbia
- 1988: Cinema Paradiso (Nuovo Cinema Paradiso)
- 1989: Zeit zu leben, Zeit zu sterben (Tempo di uccidere)
- 1990: Allen geht’s gut (Stanno tutti bene)
- 1991: 18 in einer Woche (18 anni tra una settimana)
- 1991: Verliebt in die Gefahr (Year of the Gun)
- 1992: Nimm’s nicht krumm, Daddy (Daddy don‘t blush)
- 1994: Eine reine Formalität (Una pura formalità)
- 1994: Liebe Cousine (Belle al bar)
- 1995: Erklärt Pereira (Sostiene Pereira)
- 1995: Chicken Park
- 1997: Kidnapping – Ein Vater schlägt zurück (Kidnapping – la sfida)
- 1997: Ein mörderisches Paar (Coppia omicida)
- 2002: Doktor Schiwago (Doctor Zhivago)
- 2003: Der Tag, an dem Aldo Moro starb (Piazza delle Cinque Lune)
- 2006: Stone Merchant – Händler des Terrors (Il mercante di pietre)
- 2019: Soulfood – Familie geht durch den Magen (Abe)